# Кафе де Флор
48°51′14″ пн. ш. 2°19′57″ сх. д. / 48.853889° пн. ш. 2.3325° сх. д.
Кафе Флори (фр. Café de Flore) — паризьке кафе на розі Бульвару Сен-Жермен і вулиці Сен-Бенуа в VI окрузі. Знамените тим, що завжди приваблювало інтелектуальну публіку.

## Історія
Кафе Флори відкрилося у 1877 році, назву отримало від статуї богині  Флори, яка стоїть на іншій стороні бульвару. Інтер'єр кафе майже не змінювався з часів Другої світової війни. Стіни і сидіння облицьовані червоним деревом у стилі ар-деко. Як і одвічний конкурент «Флори», кафе «Два маго», воно стало притулком інтелектуальної і творчої публіки, одним із символів паризької богеми.
В кафе проходили знамениті «Паризькі вечори» Гійома Аполінера. Пізніше тут почали збиратися ультраправі монархісти із «Аксьон франсез». Потім, «Флору», навпаки, облюбували ліваки, котрі перемістилися сюди із сусіднього кафе «Два маго», оскільки тут панувала більш ліберальна атмосфера.
Завсідниками кафе були Жан-Поль Сартр і Сімона де Бовуар, Андре Бретон.
Починаючи з 1994 року тут проводиться церемонія вручення літературної «Премії Флори», заснованої Фредеріком Бегбедером.

## Цікаві факти
В роки Другої світової війни «Флора» славилося тим, що незважаючи на загальний дефіцит продуктів, в його меню завжди були свіжі яйця. Досі страви з яєць складають особливий розділ в меню кафе.